# Bien culturel tangible du Japon

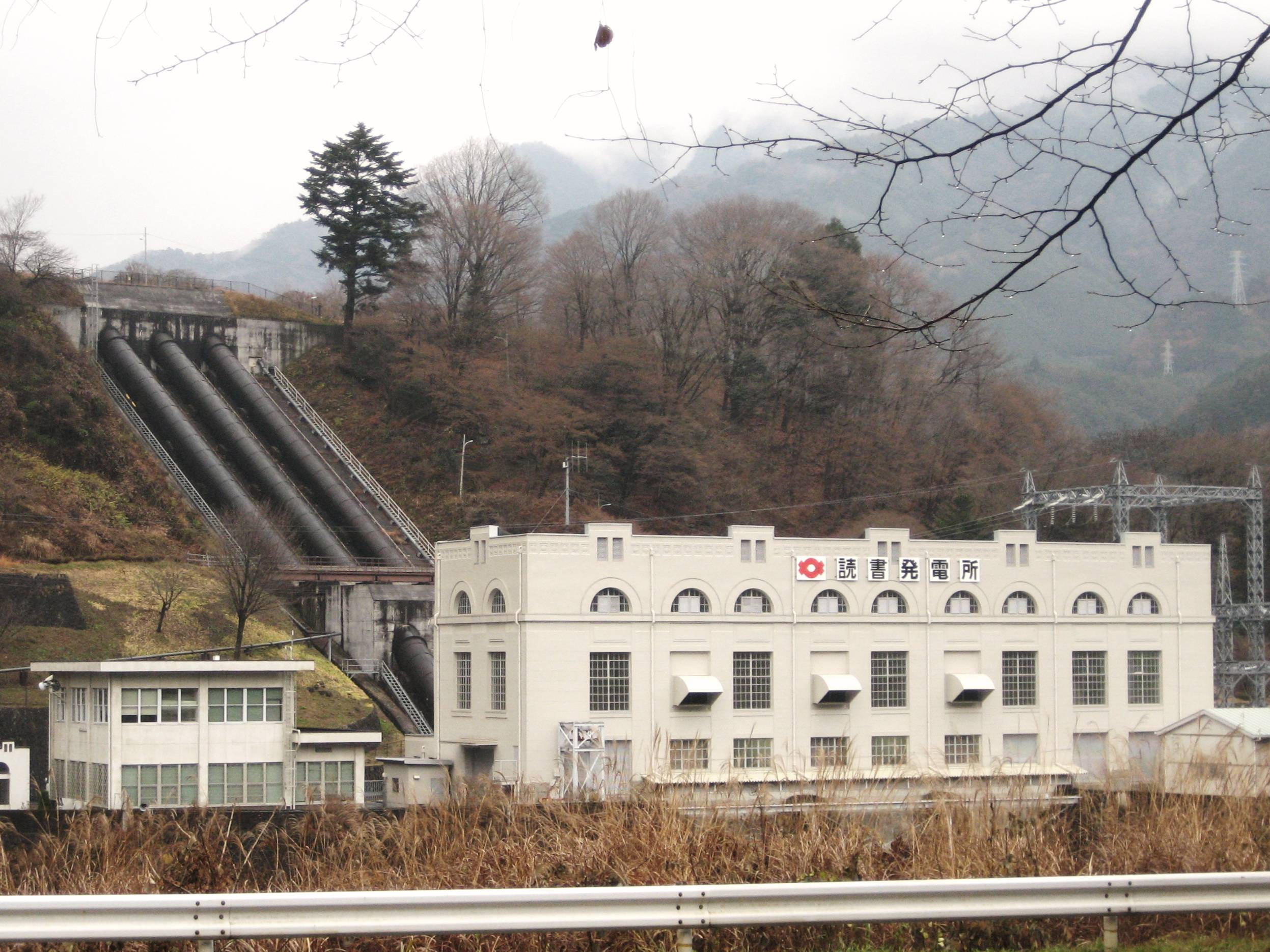
La centrale électrique de Yomikaki dans la préfecture de Nagano est un bien culturel important du Japon.

Un bien culturel tangible du Japon (有形文化財, yūkei bunkazai), ou bien culturel matériel du Japon, tel que défini par la « loi sur la protection des biens culturels »  est un élément du patrimoine culturel du Japon d'une valeur historique ou artistique élevée. Tous les objets qui ne sont pas des bâtiments sont appelés « œuvres d'art et d'artisanat ».
Considérés par le gouvernement japonais comme étant, au même titre que tous les biens culturels, un précieux héritage du peuple japonais, ils sont protégés de diverses manières et leur exportation est interdite ou contrôlée.
Les biens culturels tangibles ou matériels peuvent être « désignés » ou « enregistrés ». Les deux termes impliquent différents niveaux de protection en vertu de la loi.

## Biens culturels tangibles désignés

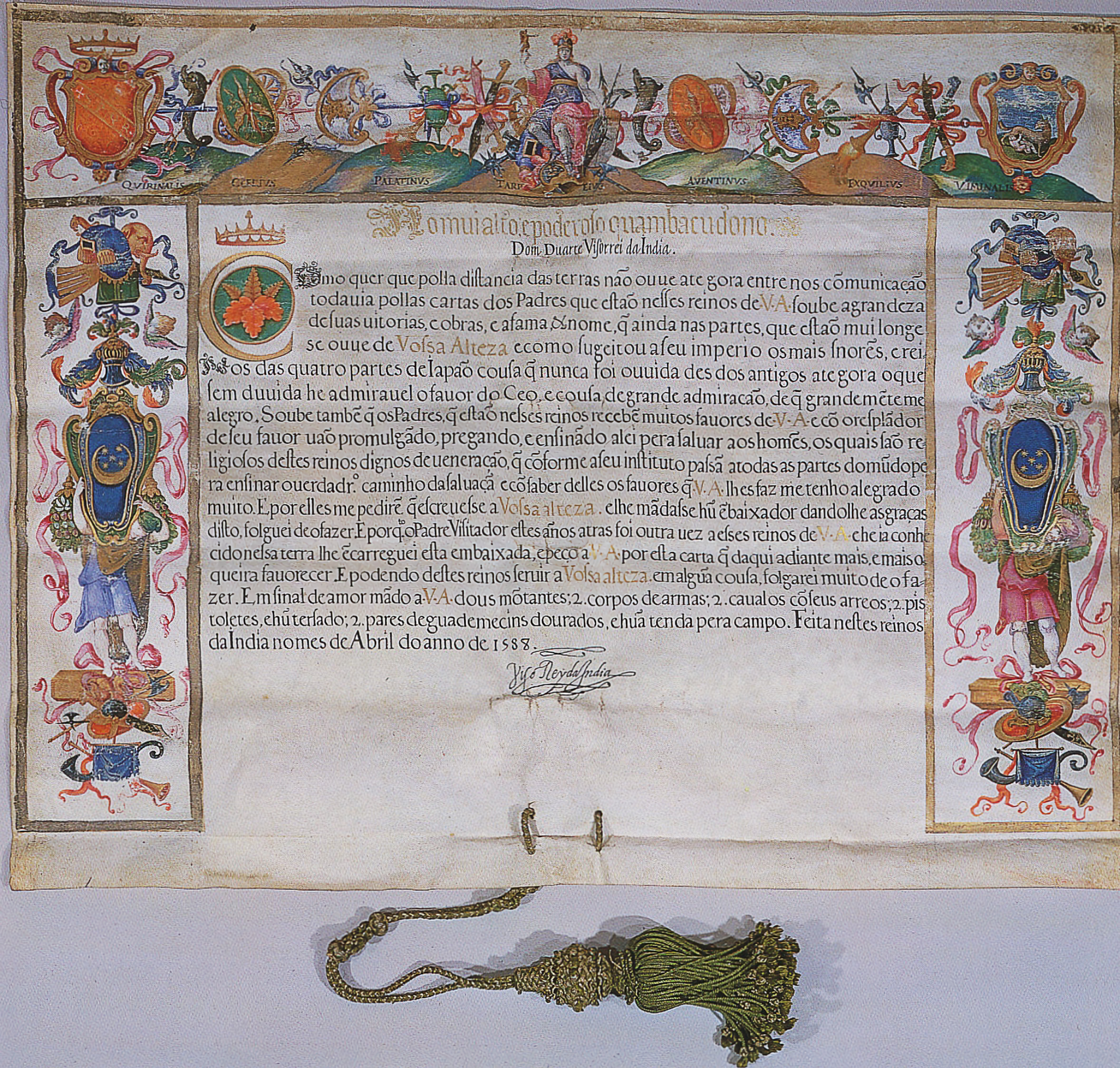
Lettre de Duarte de Menezes, vice-roi des Indes portugaises, au daimyo Toyotomi Hideyoshi, Trésor national du Japon,

Afin de protéger le patrimoine culturel du Japon, le gouvernement du pays a mis en place avec la loi pour la protection des biens culturels un « système de désignation » (指定制度) par lequel il sélectionne les éléments importants et les désigne comme « biens culturels » en imposant des restrictions à leur transformation, leur réparation et leur exportation.
La loi classe les biens culturels en fonction de leurs caractéristiques. Les éléments concrets de valeur historique ou artistique élevée, comme les ouvrages d'art, les peintures, les sculptures, les objets d'artisanat, les calligraphies, les livres anciens, les documents historiques, les artefacts archéologiques et d'autres articles sont classés comme biens culturels tangibles. Tous les objets qui ne sont pas des édifices sont appelées « œuvres d'art et d'artisanat ».
Les biens culturels tangibles désignés peuvent ensuite, s'ils satisfont à certains critères, être répertoriés comme bien culturel important (重要文化財, jūyō bunkazai) ou comme Trésor national (国宝), dans le cas d'objets particulièrement précieux.
La désignation peut se faire au niveau municipal (市定重要文化財, bien culturel important désigné au niveau municipal), préfectoral (県定重要文化財, bien culturel important désigné au niveau préfectoral) ou national (国定重要文化財, bien culturel important désigné au niveau national) ; dans ce dernier cas, l'agence de désignation n'est souvent pas spécifiée. Des désignations de niveaux différents peuvent coexister. Sankei-en par exemple, un jardin de style japonais traditionnel situé dans l'arrondissement de Naka-ku à Yokohama, est un bien culturel important au niveau municipal comme au niveau national.
En avril 2009, 2 344 sites (dont 214 trésors nationaux) et 4 272 édifices (dont 262 trésors nationaux) sont désignés biens culturels matériels.
Toute modification d'un Bien culturel important (BCI) ou d'un Trésor national nécessite une autorisation gouvernementale. Le travail de conservation est effectué par le propriétaire de l'objet, avec un soutien financier dans le cas de frais importants. Comme de nombreux articles sont faits de bois, d'écorce et autres matières inflammables, ils sont souvent extrêmement vulnérables aux incendies. Les propriétaires reçoivent donc des subventions pour installer des systèmes de détection d'incendie et autres systèmes de prévention des catastrophes.
Le domaine des « œuvres d'art et d'artisanat » compte en avril 2009, 1 956 peintures (157), 2 628 sculptures (126), 2 415 artefacts (252), 1 865 œuvres calligraphiques et livres anciens (223), 726 textes anciens (59), 567 objets archéologiques (43) et 154 objets historiques (2) sont désignés Biens culturels importants ou Trésors nationaux,.
Toute intervention sur ce type de biens culturels exige une approbation préalable et leur exportation est interdite, sauf autorisation. Le Trésor public prend en charge la conservation et la restauration de ces éléments, et le commissaire aux Affaires culturelles fournit une assistance technique pour leur administration, leur restauration, l'affichage public et autres activités.

## Biens culturels tangibles enregistrés
Outre le système de désignation, il existe un « système d'enregistrement » (登録制度) qui garantit un moindre niveau de protection et de soutien. Actuellement, cette catégorie comprend 7 407 bâtiments et 9 œuvres d'art et d'artisanat.
Par rapport aux Biens culturels importants et aux Trésors nationaux, les biens culturels tangibles enregistrés (登録有形文化財) impliquent moins de responsabilités pour le propriétaire. Les pertes, dommages, changements de propriété et changements prévus qui affectent plus de 25 pour cent de la surface visible doivent être annoncés. D'autre part, le propriétaire est éligible à des prêts à faible intérêt pour la maintenance et les réparations, à des subventions pour l'assistance d'un architecte et à des réductions d'impôt allant jusqu'à 50 pour cent. Ce nouveau niveau de protection est fondé sur la notification, l'orientation et des conseils, et vise à la protection volontaire des biens culturels par leurs propriétaires.

## Source de la traduction
- (en) Cet article est partiellement ou en totalité issu de l’article de Wikipédia en anglais intitulé « Tangible Cultural Properties of Japan » (voir la liste des auteurs).